# Kommuner på Kanarieöarna

Karta över kommuner på Kanarieöarna (Spanien).

Kommunerna på Kanarieöarna fördelar sig på två provinser:
- Kommuner i provinsen Las Palmas
- Kommuner i provinsen Santa Cruz de Tenerife

Alla kommuner på Kanarieöarna är integrerade i Kommunfederationen på Kanarieöarna, FECAM, som är den grupp som belyser, försvarar, skyddar och främjar deras gemensamma intressen. Federationen tillhör i sin tur den spanska federationen  Spanska federationen för kommuner och provinser.
| Kommuner                            | Befolkning (2009) | Yta    | Ö             |
| ----------------------------------- | ----------------- | ------ | ------------- |
| Adeje                               | 43 204            | 105,94 | Tenerife      |
| Agaete                              | 5 782             | 45,49  | Gran Canaria  |
| Agüimes                             | 28 924            | 79,28  | Gran Canaria  |
| Agulo                               | 1 200             | 25,39  | La Gomera     |
| Alajeró                             | 2 110             | 49,42  | La Gomera     |
| Antigua                             | 10 371            | 250,56 | Fuerteventura |
| Arafo                               | 5 502             | 33,92  | Tenerife      |
| Arico                               | 7 850             | 178,75 | Tenerife      |
| Arona                               | 78 614            | 81,79  | Tenerife      |
| Arrecife                            | 59 127            | 22,40  | Lanzarote     |
| Artenara                            | 1 257             | 66,69  | Gran Canaria  |
| Arucas                              | 36 259            | 33,00  | Gran Canaria  |
| Barlovento                          | 2 363             | 43,55  | La Palma      |
| Betancuria                          | 680               | 103,63 | Fuerteventura |
| Breña Alta                          | 7 337             | 30,82  | La Palma      |
| Breña Baja                          | 5 115             | 14,19  | La Palma      |
| Buenavista del Norte                | 5 194             | 67,42  | Tenerife      |
| Candelaria                          | 24 319            | 49,52  | Tenerife      |
| El Paso                             | 7 815             | 135,92 | La Palma      |
| El Pinar de El Hierro               | 1 888             | 84,95  | El Hierro     |
| El Rosario                          | 17 182            | 39,42  | Tenerife      |
| El Sauzal                           | 8 996             | 18,31  | Tenerife      |
| El Tanque                           | 3 015             | 23,64  | Tenerife      |
| Fasnia                              | 2 774             | 45,10  | Tenerife      |
| Firgas                              | 7 524             | 15,76  | Gran Canaria  |
| Frontera                            | 4 009             | 80,12  | El Hierro     |
| Fuencaliente de la Palma            | 1 935             | 56,41  | La Palma      |
| Gáldar                              | 24 405            | 61,58  | Gran Canaria  |
| Garachico                           | 5 416             | 29,28  | Tenerife      |
| Garafía                             | 1 804             | 102,99 | La Palma      |
| Granadilla de Abona                 | 39 993            | 162,43 | Tenerife      |
| Güímar                              | 17 662            | 102,92 | Tenerife      |
| Guía de Isora                       | 20 536            | 143,42 | Tenerife      |
| Haría                               | 5 249             | 106,58 | Lanzarote     |
| Hermigua                            | 2 203             | 39,67  | La Gomera     |
| Icod de los Vinos                   | 24 024            | 95,90  | Tenerife      |
| Ingenio                             | 29 319            | 38,14  | Gran Canaria  |
| La Aldea de San Nicolás             | 8 539             | 123,58 | Gran Canaria  |
| La Guancha                          | 5 487             | 23,77  | Tenerife      |
| La Matanza de Acentejo              | 8 369             | 14,11  | Tenerife      |
| La Oliva                            | 21 996            | 356,13 | Fuerteventura |
| La Orotava                          | 41 171            | 207,31 | Tenerife      |
| La Victoria de Acentejo             | 9 023             | 18,35  | Tenerife      |
| Las Palmas de Gran Canaria          | 381 847           | 100,55 | Gran Canaria  |
| Los Llanos de Aridane               | 20 766            | 35,79  | La Palma      |
| Los Realejos                        | 37 559            | 57,08  | Tenerife      |
| Los Silos                           | 5 254             | 24,23  | Tenerife      |
| Mogán                               | 21 690            | 172,43 | Gran Canaria  |
| Moya                                | 8 054             | 31,86  | Gran Canaria  |
| Pájara                              | 20 821            | 383,51 | Fuerteventura |
| Puerto de la Cruz                   | 32 219            | 8,73   | Tenerife      |
| Puerto del Rosario                  | 35 667            | 289,95 | Fuerteventura |
| Puntagorda                          | 2 108             | 31,09  | La Palma      |
| Puntallana                          | 2 460             | 35,09  | La Palma      |
| San Andrés y Sauces                 | 4 884             | 42,75  | La Palma      |
| San Bartolomé                       | 18 517            | 40,89  | Lanzarote     |
| San Bartolomé de Tirajana           | 52 161            | 333,13 | Gran Canaria  |
| San Cristóbal de La Laguna          | 150 661           | 102,05 | Tenerife      |
| San Juan de la Rambla               | 5 068             | 20,66  | Tenerife      |
| San Miguel de Abona                 | 16 179            | 42,04  | Tenerife      |
| San Sebastián de la Gomera          | 8 965             | 113,59 | La Gomera     |
| Santa Brígida                       | 19 154            | 23,80  | Gran Canaria  |
| Santa Cruz de La Palma              | 17 084            | 43,37  | La Palma      |
| Santa Cruz de Tenerife              | 222 417           | 150,56 | Tenerife      |
| Santa Lucía de Tirajana             | 63 637            | 61,55  | Gran Canaria  |
| Santa María de Guía de Gran Canaria | 14 069            | 42,58  | Gran Canaria  |
| Santa Úrsula                        | 14 013            | 22,59  | Tenerife      |
| Santiago del Teide                  | 12 050            | 52,21  | Tenerife      |
| Tacoronte                           | 23 562            | 30,09  | Tenerife      |
| Tazacorte                           | 5 755             | 11,36  | La Palma      |
| Tegueste                            | 10 666            | 26,41  | Tenerife      |
| Teguise                             | 19 418            | 263,98 | Lanzarote     |
| Tejeda                              | 2 164             | 103,29 | Gran Canaria  |
| Telde                               | 100 015           | 102,42 | Gran Canaria  |
| Teror                               | 12 926            | 25,70  | Gran Canaria  |
| Tías                                | 19 849            | 64,61  | Lanzarote     |
| Tijarafe                            | 2 768             | 53,76  | La Palma      |
| Tinajo                              | 5 837             | 135,38 | Lanzarote     |
| Tuineje                             | 13 613            | 275,93 | Fuerteventura |
| Valle Gran Rey                      | 5 229             | 32,36  | La Gomera     |
| Vallehermoso                        | 3 162             | 109,31 | La Gomera     |
| Valleseco                           | 3 968             | 22,11  | Gran Canaria  |
| Valsequillo de Gran Canaria         | 9 067             | 39,15  | Gran Canaria  |
| Valverde                            | 4 995             | 103,64 | El Hierro     |
| Vega de San Mateo                   | 7 636             | 37,89  | Gran Canaria  |
| Vilaflor                            | 1 854             | 56,26  | Tenerife      |
| Villa de Mazo                       | 4 802             | 71,17  | La Palma      |
| Yaiza                               | 13 941            | 211,84 | Lanzarote     |